# Hans Meerwein
Hans Meerwein (Hamburgo, 20 de maio de 1879 — Marburgo, 24 de outubro de 1965) foi um químico alemão.